# Monarquia da Dinamarca
A Monarquia da Dinamarca é uma monarquia constitucional do Reino da Dinamarca, que inclui a Dinamarca, a Gronelândia e as Ilhas Faroé.
Como monarca constitucional, a ação do rei Frederico X é limitada a atos não partidários e a funções cerimoniais. A autoridade executiva máxima sobre o governo da Dinamarca ainda é realizada pela prerrogativa real do monarca; na prática, esses poderes só são utilizados de acordo com leis aprovadas no parlamento ou dentro dos limites da constituição.
A família real dinamarquesa pode traçar a sua linhagem até os reis viquingues Gormo, o Velho e Haroldo Dente-Azul do século X, fazendo com que a monarquia da Dinamarca seja a mais antiga na Europa. A atual Casa Real é um ramo da família principesca da Casa de Glücksburg, originalmente a partir da Eslésvico-Holsácia na Alemanha, a mesma casa real como na família real norueguesa e na ex-família real grega.

## História

### Da monarquia eletiva à hereditária
A monarquia dinamarquesa possui mais de 1000 anos de idade, tornando-a quarta mais antiga monarquia contínua no mundo ainda existente; a mais velha é a Casa Imperial do Japão.
A família real dinamarquesa remonta a Gormo I (enterrado em 958 em Jelling na Jutlândia) e o seu filho Haroldo I, que transferiu a capital real para Zelândia. Esses são os dois primeiros reis que estão certamente relacionados à unificação da Dinamarca. Originalmente, a monarquia era eletiva, mas na prática o filho mais velho do monarca reinante era eleito. Mais tarde, uma carta coroação da Dinamarca foi assinada pelo rei para restringir os poderes do monarca dinamarquês. A Casa Real atingiu seu auge com os "Valdemars", cuja influência se estendeu na maior parte da região Báltica e, mais tarde, novamente com a Margarida I, que uniu a Escandinávia na União de Calmar.
O último monarca da dinastia antiga dinamarquesa foi Cristóvão III, que morreu em 1448. O Duque de Oldemburgo foi escolhido como seu sucessor e se tornou-se o monarca da Dinamarca sob o nome de Cristiano I. O último monarca dinamarquês da dinastia real, Frederico VII, morreu sem herdeiros. De acordo com o ato de sucessão, o príncipe Cristiano de Glucksburgo aderiria ao trono, sendo o primeiro monarca dinamarquês da casa de Glucksburgo.
Depois que as linhagens diretas se extinguiram, o conde principesco Cristiano de Oldemburgo foi eleito, em 1448, rei da Dinamarca sob o nome de Cristiano I. Ele também era duque de Eslésvico e conde de Holsácia. Ele descendia da Casa Real dinamarquesa por linhas femininas em inúmeras gerações.
O absolutismo foi introduzido em 1660-1661, quando a monarquia eletiva foi transformada em uma monarquia hereditária. De tal forma, Sueno II, o sobrinho de Canudo II, o Grande, era filho da irmã de Canudo.
A velha monarquia dinamarquesa, com seus ritos eletivos tradicionais, existiu até 1661, quando Frederico III introduziu uma monarquia hereditária em sua descendência e de caráter político absolutista, tanto na Dinamarca, quanto na Noruega. Dentre outras coisas, a lei real de 1665 delimitou as condições relacionadas à Casa Real, e tais limitações mantiveram força mesmo após a introdução da monarquia constitucional por Frederico VII, sob os termos da constituição de 5 de junho de 1849.
|  |  |

### Monarquia constitucional
Com a morte de Frederico VII em 1863, sem sucessor direto ao trono, seu primo, o príncipe Cristiano de Glucksburgo , membro de um ramo colateral da Casa Real, reinante nos ducados do norte da Alemanha e descendente direto da linhagem real masculina, ascenderam ao trono como Cristiano IX. Assim, a dinastia passou a ser a Casa de Glücksborg.
Cristiano IX (1818 - 1906) e a rainha Luísa ficaram conhecidos como "Sogros da Europa", pois sua filha Alexandra era casada com o rei Eduardo VII da Grã-Bretanha , sua filha Dagmar era casada com o o czar Alexandre III da Rússia e a sua filha Tira era casada com o príncipe Ernesto Augusto, chefe da Casa Real de Hanôver e duque de Cumberland (na Inglaterra). Quando Vilhelm, o filho de Cristiano IX, tornou-se rei dos Helenos em 1863 sob o nome de Georgios I, quase todos os príncipes protestantes e ortodoxos da Europa podiam se encontrar no Palácio de Fredensborg para reuniões familiares na casa de Cristiano IX. Em 1905, seu neto Carl se tornou rei da Noruega sob o nome de Haquino VII.
Em 1906, Frederico VIII sucedeu seu pai, mas reinou apenas por um pequeno período, morrendo em 1912. Seu filho mais velho, Cristiano X (1870 - 1947), marcou a história como o rei que percorreu a fronteira da Jutlândia com a Alemanha em 1920, quando a Dinamarca recuperou parte do território perdido em 1864. Em decorrência disso, o rei se tornou foco do sentimento nacionalista durante a ocupação alemã de 1940 a 1945.
Em 1935, seu filho mais velho, o último Frederico direto, casou-se com a princesa Ingrid da Suécia (1910 - 2000), filha do rei Gustav VI Adolf, ascendendo ao trono em 1947, como Frederico IX. Suas atividades como rei fortaleceram a monarquia constitucional, pois aceitou que o rei não tivesse papel político preponderante. Como chefe de estado, o monarca participa na formação de novos governos, se posiciona formalmente na direção do governo e representa a Dinamarca no exterior.
De acordo com o Ato de Sucessão, baixado a 27 de março de 1953, o direito de sucessão da Casa de Glucksborgo foi confirmado e, assim, o trono passaria para os sucessores de Cristiano X. Dessa forma, os filhos têm preferência sobre as filhas, mas, caso não haja filhos, o trono é herdado pela filha mais velha. Então, com a morte de seu pai, a princesa Margarida pôde suceder ao trono como Margarida II, primeira monarca mulher desde a morte de Margarida I, em 1412.
A rainha Margarida II se casou com Henrique, príncipe da Dinamarca, no dia 10 de junho de 1967. Henrique era conhecido antes como Henri-Marie-Jean-André, conde de Laborde de Monpezat na França. O casal real tem dois filhos, o príncipe real Frederico (1967) e o príncipe Joaquim (1968).
Em 1995, o príncipe Joaquim se casou com a então princesa Alexandra Christina Manley e, antes de se separarem em 2004, tiveram dois filhos:  Nicolau Guilherme Alexandre Frederico (1999) e Félix Henrique Valdemar Cristão (2002). Voltou a casar em 2008 com Marie Cavallier e tiveram dois filhos Henrique e Atena.
Em 2004, o príncipe herdeiro Frederico casou-se com Mary Donaldson e tiveram quatro filhos: príncipe Cristiano Valdemar Henri John, nascido em 2005, Isabela, nascida em abril de 2007 e os gêmeos Vicente e Josefina em 2011.
A rainha tem duas irmãs, a princesa Benedita viúva do príncipe titular Richard (Alemanha) e a princesa Anne-Marie viúva do ex-rei Constantino II da Grécia.
Em 14 de janeiro de 2024, a rainha Margarida II abdicou ao trono em favor de seu filho mais velho, sendo o primeiro monarca dinamarquês a abdicar em toda a história do país. O príncipe Frederick assumiu ao trono como Frederick X, e seu filho, Cristiano da Dinamarca, é o príncipe-herdeiro.

## Papel constitucional

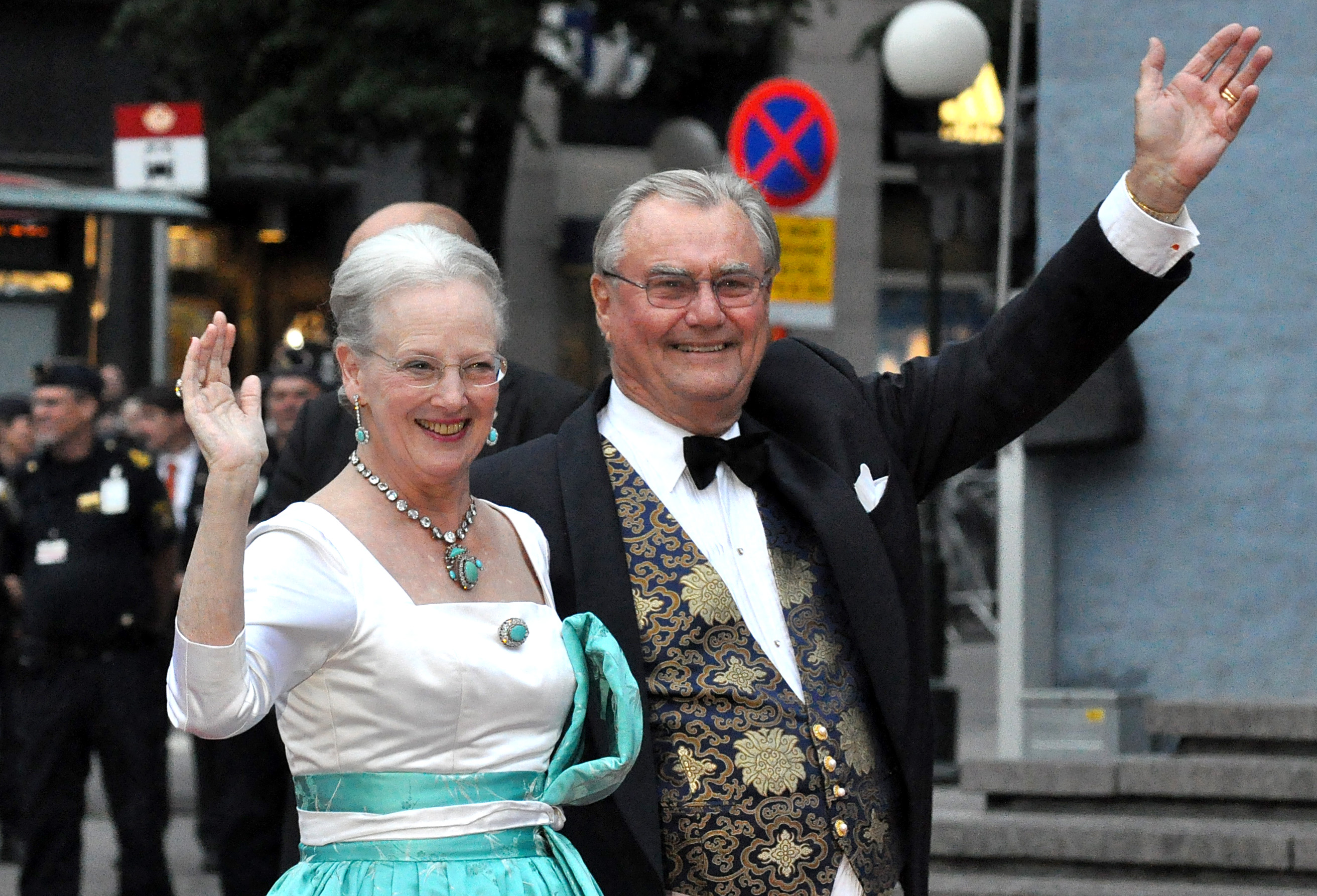
A rainha Margaria e seu marido, o príncipe Henrique

De acordo com a constituição dinamarquesa, o monarca dinamarquês, como chefe de Estado, é a fonte do poder executivo e, conjuntamente com o parlamento, o poder legislativo 
O monarca mantém a capacidade de negar a assinar um projeto de lei, diferentemente da monarquia de Luxemburgo. O monarca também tem o poder de escolher e destituir o primeiro-ministro, embora em tempos modernos esta prerrogativa tenha se tornado improvável, pois poderia causar uma crise constitucional. Como chefe de Estado, o monarca participa na formação de um novo governo. O rei Cristiano X foi o último monarca a exercer o poder de demissão do primeiro-ministro por sua própria vontade, o que fez em 28 de março de 1920, provocando a Crise de Páscoa de 1920. Todos os poderes reais chamados de prerrogativa real, como o poder de nomear ministros e a capacidade de declarar guerra e fazer a paz, são exercidos pelo primeiro-ministro e pelo gabinete, mas com o consentimento formal da rainha. Após consulta com os representantes dos partidos políticos, o líder do partido que tem o apoio do maior número de assentos no parlamento dinamarquês é convidado a formar um governo. Uma vez que foi formado, o monarca irá designar formalmente a criação do governo. 
Hoje, o soberano tem um papel essencialmente cerimonial restrito no exercício do poder por convenção e da opinião pública. Como uma figura pública, o monarca abre exposições, atende aniversários, inaugura pontes, etc. No entanto, o monarca faz continuar a exercer três direitos essenciais: o direito de ser consultado, o direito de aconselhar e o direito de alertar. Como consequência desses ideais, o primeiro-ministro e o gabinete assistem à reunião ordinária do conselho de Estado. O primeiro-ministro e o ministro dos negócios estrangeiros realizam relatórios regulares para o rei para aconselhá-la sobre os últimos desenvolvimentos políticos. A rainha recebe o rei sitas oficiais de chefes de estados estrangeiros.

## Linha de sucessão
|  |  |  |  |  |  |  |

A sucessão dinamarquesa ocorre através de primogenitura igualitária desde 2009.
A Lei Dinamarquesa de Sucessão, adotada em 27 de março de 1953 restringe o trono aos descendentes de Cristiano X e sua esposa Alexandrina de Meclemburgo-Schwerin, através de casamentos aprovados.
Os membros das dinastias perdem o direito ao trono se casarem sem a permissão do monarca dada no conselho de Estado. Indivíduos nascidos de herdeiros não casados ou que se casaram sem permissão real são excluídos do trono. Além disso, ao aprovar o casamento, o monarca pode impor condições que devem ser atendidas para que qualquer prole resultante tenha direitos de sucessão. A Parte II, Seção 9 da Constituição dinamarquesa de 5 de junho de 1953 prevê que o parlamento eleja um rei e determine uma nova linha de sucessão em uma situação onde não haja descendentes elegíveis do rei Cristiano X e rainha Alexandrine.
O monarca da Dinamarca deve ser um membro do Igreja Nacional Dinamarquesa. A Igreja Nacional é pela lei a Igreja do Estado, embora o monarca não seja seu chefe supremo (diferente da Inglaterra, onde o governador supremo da Igreja da Inglaterra é o monarca do Reino Unido, atualmente o Charles III) (Const, I, 4).

## Família real dinamarquesa
No Reino da Dinamarca, todos os membros da dinastia governante que detêm o titulo de príncipe ou princesa da Dinamarca são membros da família real dinamarquesa. Tal como acontece com outras monarquias europeias, distinguir quem é membro da família real nacional é difícil devido à falta de definição legal ou formal rigorosa de quem é ou não é um membro. A rainha e seus irmãos pertencem à Casa de Eslésvico-Holsácia-Sonderburgo-Glucksburgo, um ramo da Casa de Oldemburgo. Os filhos da rainha do sexo masculino por patrilinearidade à família Laborde de Monpezat.
Membros principais
A família real dinamarquesa:
- Sua Majestadade a rainha Margarida II
  - Sua Alteza Real o príncipe herdeiro Frederico (filho mais velho da rainha)
Sua Alteza Real a princesa herdeira Mary Elizabeth (esposa de Frederico)
    - Sua Alteza Real o príncipe Cristiano (filho mais velho dos príncipes herdeiros)
    - Sua Alteza Real a princesa Isabel (filha mais velha dos príncipes herdeiros)
    - Sua Alteza Real o príncipe Vicente (filho mais novo dos príncipes herdeiros)
    - Sua Alteza Real a princesa Josefina (filha mais nova dos príncipes herdeiros)

  - Sua Alteza Real o príncipe Joaquim (filho mais novo da rainha)
Sua Alteza Real a princesa Maria (segunda esposa de Joaquim)
    - Nicolau (filho mais velho do príncipe Joaquim e de Alexandra, Condessa de Frederiksborg)
    - Félix (filho mais novo do príncipe Joaquim e de Alexandra, Condessa de Frederiksborg)
    - Henrique (filho do príncipe Joaquim e da princesa Maria)
    - Atena (filha do príncipe Joaquim e da princesa Maria)
- Sua Alteza Real a princesa Benedita (irmã de Margarida II)

## Popularidade

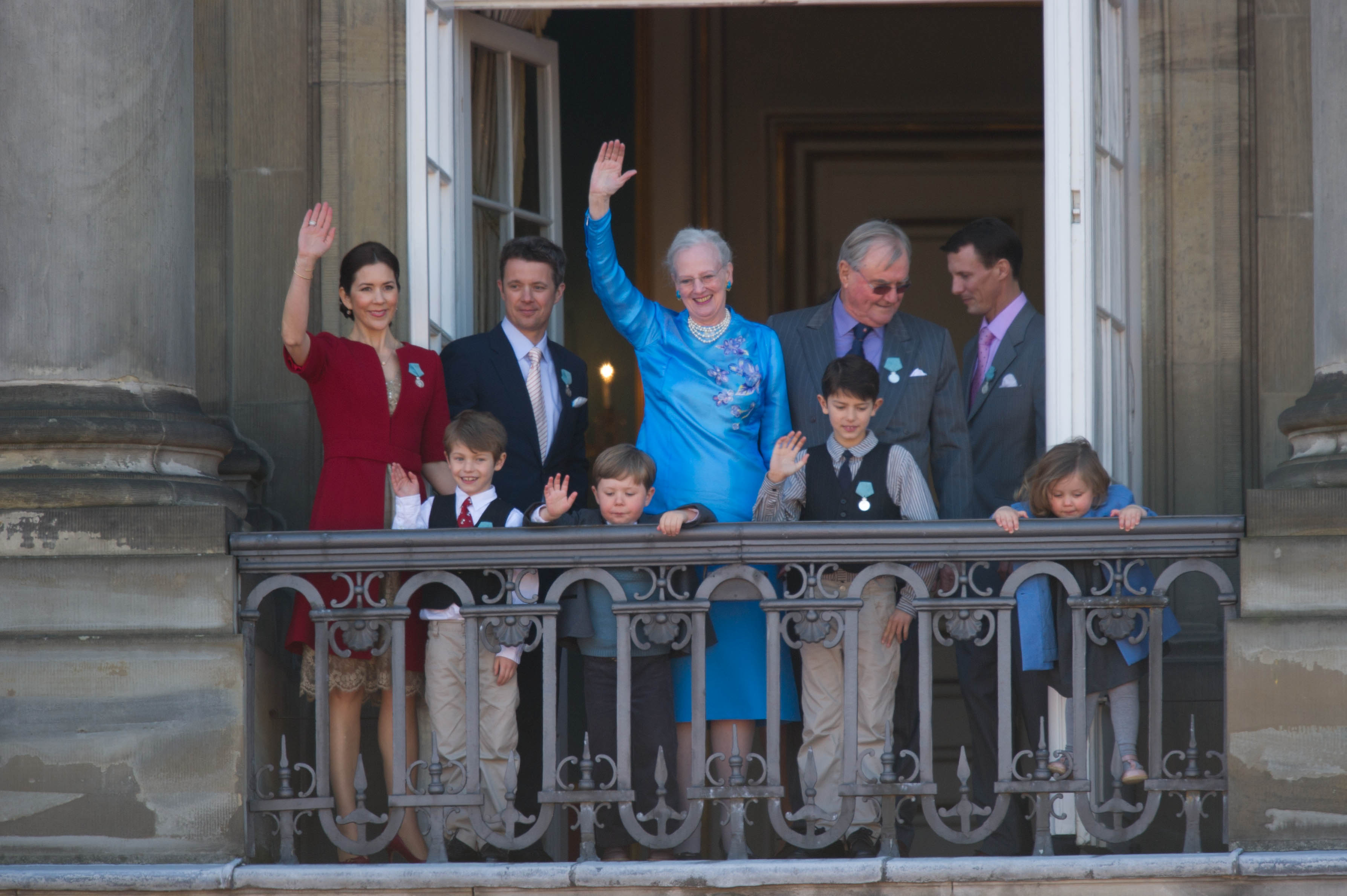
Família real dinamarquesa, no Palácio de Amaliemburgo.

A família real é mais popular do que nunca na Dinamarca, onde oito em cada dez cidadãos são a favor da monarquia, segundo pesquisa publicada poucos dias antes do 40º aniversário do reinado de Margarida II, em 14 de janeiro de 2012.
A Dinamarca tem a monarquia mais popular da Europa, afirmou Lars Hovbakke Soerensen, da Universidade de Copenhague. Apesar de 16% dos dinamarqueses preferirem viver numa república, nada menos que 77% da população defende que o país tenha uma monarquia, segundo o estudo realizado pelo instituto Megafon para a revista política Politiken.
Este status é parcialmente atribuído ao fato de a monarquia ter se ancorado em tradições antigas, mas também na habilidade da realeza em se adaptar às condições contemporâneas de forma inteligente, sem abrir mão de valores como permanência, respeito pela tradição e senso de dever e responsabilidade pela nação.
Comparada a outras monarquias, a realeza dinamarquesa é relativamente modesta. O cerimonial é limitado ao básico e não há demonstrações extravagantes. A pompa tradicional é evidente apenas em ocasiões muito especiais, como visitas de chefes de estado, casamentos reais, aniversários importantes e datas comemorativas.
.

## Finanças
Os tempos difíceis que se vivem um pouco por todo o lado têm feito com que as casas reais da Europa adotem uma postura de contenção económica. Além disso, são cada vez mais os países que exigem que a monarquia siga os princípios da transparência e que se modernize. Mas a Dinamarca não parece sentir essa necessidade.
De facto, a família real dinamarquesa até viu ser aprovado um aumento no orçamento deste ano. Assim a rainha Margarida recebe o equivalente a 9,7 milhões de euros este ano, mais 94.000 euros do que no ano passado; os príncipes herdeiros recebem 5,2 milhões, mais 27.000 euros do que em 2011 e o príncipe Joaquim recebe 3,2 milhões, mais 13.500.
.

## Monogramas
Cada membro da família real dinamarquesa tem o seu monograma real próprio.

Monograma real de Margarida II
Monograma privado de Margarida II
Monograma real do Henrique, Príncipe Consorte da Dinamarca
Duplo monograma de Margarida II e do Henrique, Príncipe Consorte da Dinamarca
Monograma real de Frederico, Príncipe Herdeiro da Dinamarca
Monograma real de Mary Donaldson, Princesa Herdeira da Dinamarca
Monograma real do príncipe Cristiano
Monograma real do príncipe Joaquim
Monograma real da princesa Maria
Monograma real da princesa Benedita

## Brasões de armas
Cada membro da família real dinamarquesa tem o seu brasão de armas real próprio.

Brasão de armas de Frederico, Príncipe Herdeiro da Dinamarca
Brasão de armas do príncipe Joaquim

## Tradições

### Batizados
Nos batizados reais da Dinamarca, costumam estar presentes todos os membros da família real dinamarquesa. Na Dinamarca, obedece-se á tradição de que os nomes só podem ser dados no dia do sacramento do batismo.
A tradição dita que os bebés devem ter seis padrinhos. A tradição pede que a criança use o mandrião que pertence a família real, que é usado por todos os herdeiros, porém, só existe uma única peça.

### Casamentos
Os casamentos reais também tem muitas tradições na Dinamarca. Normalmente nas casamentos reais da Dinamarca estão presentes representantes de todas as famílias reais da Europa e de algumas famílias reais de outras partes do mundo.
A cerimónia do casamento do príncipe Frederico com Mary Donaldson foi realizada a 14 de maio de 2004. Mary usou um vestido desenhado pelo estilista dinamarquês Uffer Frank, em tom marfim, de decote redondo e mangas três quartos em forma de lírio e uma longa cauda de 6 metros. Para a confecção do vestido foram utilizados 24 metros de cetim branco forrado com seda de organza. O cabelo estava penteado em mono e coberto por um véu, de encaixe irlandês bordado, é uma peça histórica. Foi usado por noivas reais dinamarquesas há mais de um século, destacando-se o casamento da princesa Margarida da Suécia, bisavó do noivo, a 15 de junho de 1905, o casamento da rainha Ingrid, avó do noivo, com Frederico IX a 24 de maio de 1935, em Estocolmo e o casamento da rainha Margarida II com Henrik Montpezat (pais do noivo) em 10 de junho de 1967. Os complementos: a tiara e os brincos de platina, de diamantes e pérolas do mar do Sul, desenhados por Marianne Dulong, foram oferecidos pela rainha à sua nora como presente de casamento. As alianças foram produzidas por Flemming Hertz, o joalheiro real, que utilizou ouro da Gronelândia.
Nos minutos que aguardou no altar por Mary, Frederik contou com o apoio do seu padrinho, o seu irmão - príncipe Joaquim. Esteve sempre muito emotivo durante toda a cerimónia, que foi oficializada por Erik Normann Svendsen, sob o rito luterano.
Após o casamento, Frederico e Mary percorreram as ruas de Copenhaga numa carruagem (Norregade, Jamers Plads, Andersens, Frderiksberggade e Ostergarde terminando em Amaliemburgo), apareceram depois na varanda de Amaliemburgo, trocando diversos beijos e abraços em frente da multidão que exibia bandeiras dinamarquesas e australianas. O banquete foi servido no Palácio de Fredensborg.
O casamento da actual rainha da Dinamarca, Margarida com Henri Marie Jean André Conde de Laborde de Monpezat, que, em ligação com o casamento tornou-se o príncipe consorte Henrique da Dinamarca foi a 10 de junho de 1967. A cerimónia teve lugar no Holmens Kirke, e as bodas foram realizadas no Palácio de Fredensborg.
No dia 18 de novembro de 1995, o príncipe Joaquim casou-se com Alexandra Christina Manley, agora Alexandra Christina, Condessa de Frederiksborg, uma ex-executiva-chefe de vendas e marketing nascida em Hong Kong, mas de origens chinesa, britânica, polonesa e austríaca. A cerimônia aconteceu em Frederiksborg Slotskirke. O casal separou-se me 2004 e divorciou-se em 2005.
O príncipe Joaquim casou depois com Marie Cavallier. O casamento teve lugar num sábado, dia 24 de maio de 2008, pelas 17 horas (hora local), na Igreja de Møgeltønder. A cerimónia foi realizada pelo Bispo Erik Norman Svendsen. O copo de água foi realizado na casa do casal, no Castelo de Schackenborg. Após o seu casamento com Joaquim, Maria passou a utilizar o título de "Sua Alteza Real a princesa Maria da Dinamarca, Condessa de Monpezat". Maria, que tinha sido cidadã francesa e membro da Igreja Católica Romana, tornou-se, em conexão com o casamento, cidadã dinamarquesa e membro da Igreja Evangélica Luterana na Dinamarca.

## Joias da coroa dinamarquesa

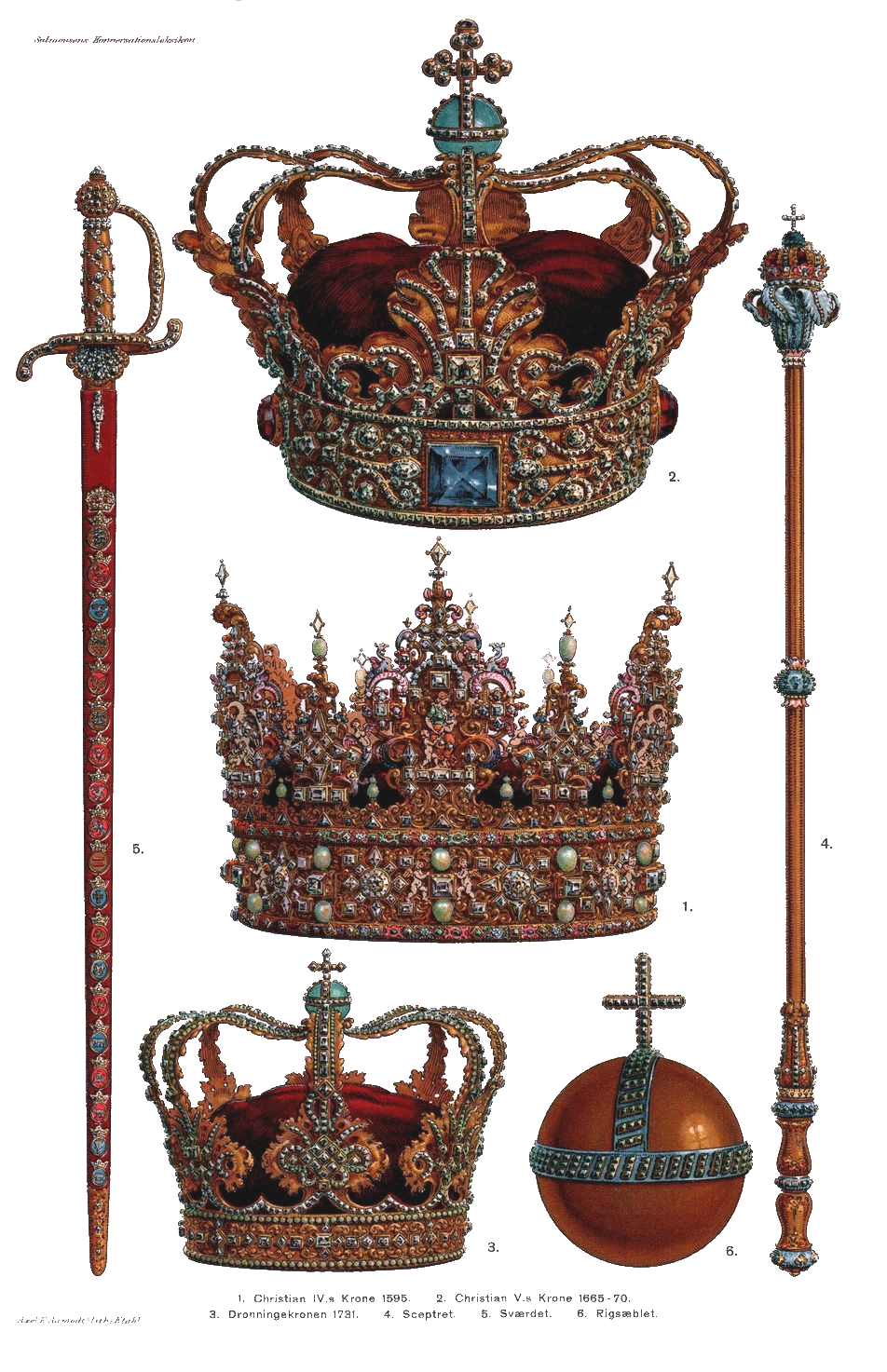
1. Coroa de Cristiano IV 1595. 2. Coroa de Cristiano V 1665-70. 3. A coroa das rainhas 1731. 4. Cetro. 5. Espada do Estado. 6. Globus cruciger.

As joias da coroa dinamarquesa são os símbolos da monarquia dinamarquesa. Elas consistem de três coroas, um cetro (que simboliza a autoridade suprema), uma esfera (a cruciger globus , simbolizando o reino terrestre encimado por uma cruz), uma espada de estado e uma ampola.
As insígnias reais dinamarquesas são mantidas no Castelo Rosenborg. A mais antiga delas é a espada de Estado de 1551 de Cristiano III. Elas incluem ainda o diamante do rei Cristiano IV ; pérola e ouro, bordados selas; objetos esculpidos em marfim e pedra de cristal, peças de lapidação de pedras preciosas, e broches em forma de animais fantásticos.
Durante o tempo dos monarcas eletivos , o clero e a nobreza colocaram a coroa sobre a cabeça do rei, na cerimônia de coroação.
Após a introdução do absolutismo, em 1660, a coroação do rei foi substituída por unção, para que o rei chegou na igreja com a coroa e foi consagrada a sua vocação de ser ungido com óleo. Para a unção de Cristiano V, uma nova coroa foi feita juntamente com um trono de dentes de narval (supostamente o mítico chifre de unicórnio) e três leões de prata, este último criado por Ferdinand Küblich. Isto foi inspirado pela descrição bíblica do trono do rei Salomão, que dizia ser composto de chifre de unicórnio de ouro e guardada por doze leões dourados.
Com a constituição de 1849, unção foi abandonada e, desde então, as joias da coroa foram apenas utilizadas por ocasião de um monarca falecido castrum doloris ("campo de aflição"), onde a coroa é colocada sobre o caixão, as outras regalias são colocadas ao pé do caixão, e o caixão rodeado pelos três leões. Os leões foram anteriormente também exibidos no parlamento na sessão de abertura anual, mas esta tradição foi interrompida há quase 100 anos. Eles também foram exibidos diante do trono na sala do trono do Palácio Christiansborg, quando os reis dinamarqueses concediam audiências particulares em ocasiões formais.
O Castelo Rosenborg também abriga quatro conjuntos ('parures') de joias da coroa ainda usados por Sua Majestade a Rainha da Dinamarca, e a regalia real que deu ao monarca a sua autoridade para governar. Ele inclui a coroa do rei Cristiano IV, que é um bom exemplo de obra do Renascimento, a coroa mais conhecida do rei Cristiano V e uma pequena coroa de consorte do rei. A colecção real tem outros itens importantes e joias, bem como preciosos livros de orações e itens pertencentes à Ordem do Elefant e e a Ordem da Dannebrog (como o grande diamante e estrela pérola da Ordem do Elefante usada no manto da coroação).

## Tiaras da família real dinamarquesa

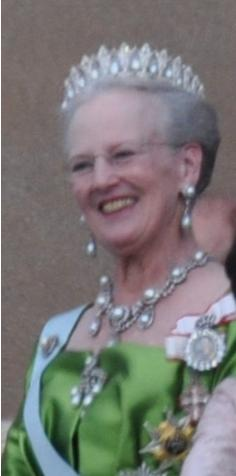
A rainha Margarida II com a parure de pérolas e diamantes da cartier.
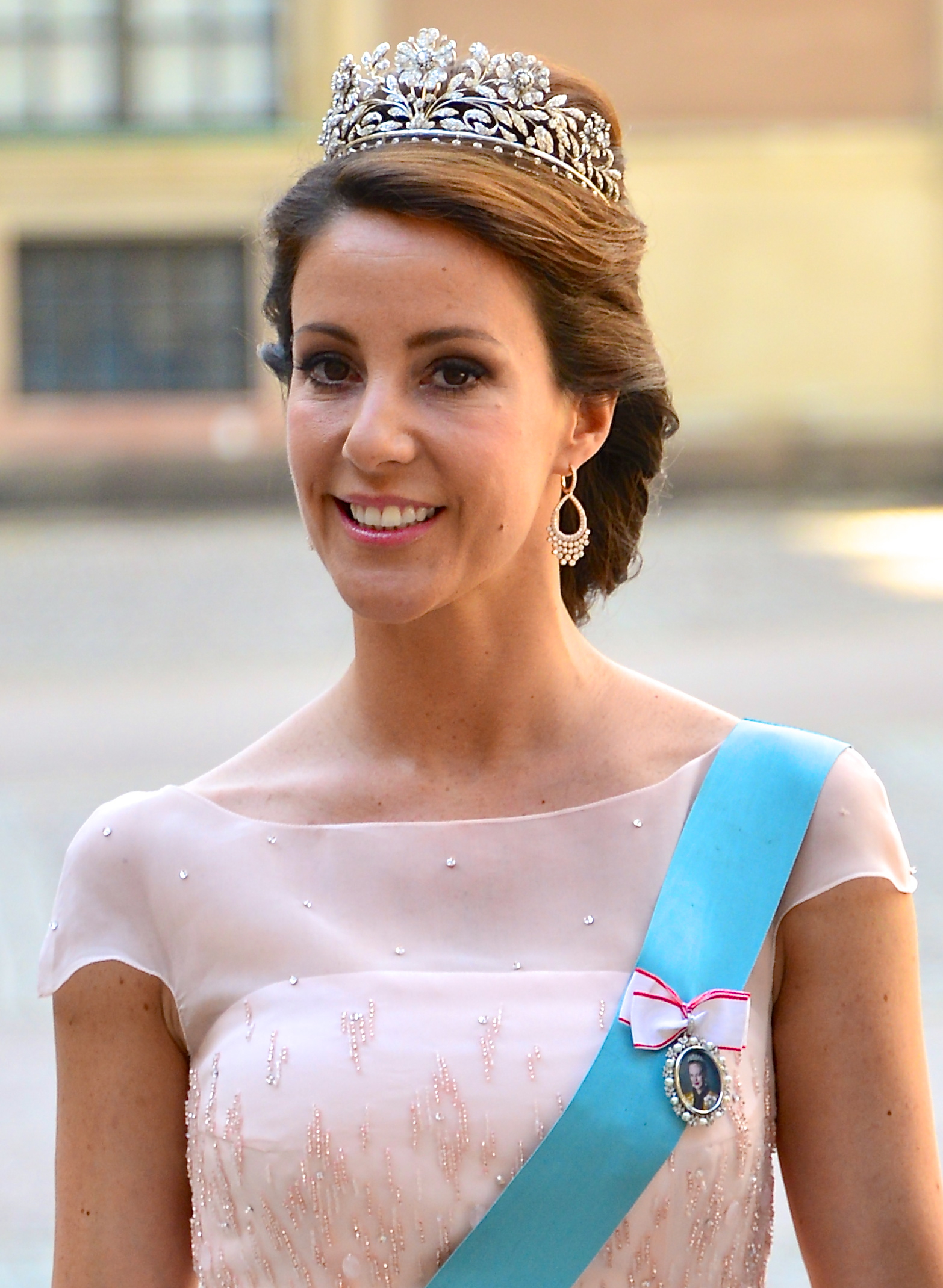
A princesa Marie com uma das tiaras.
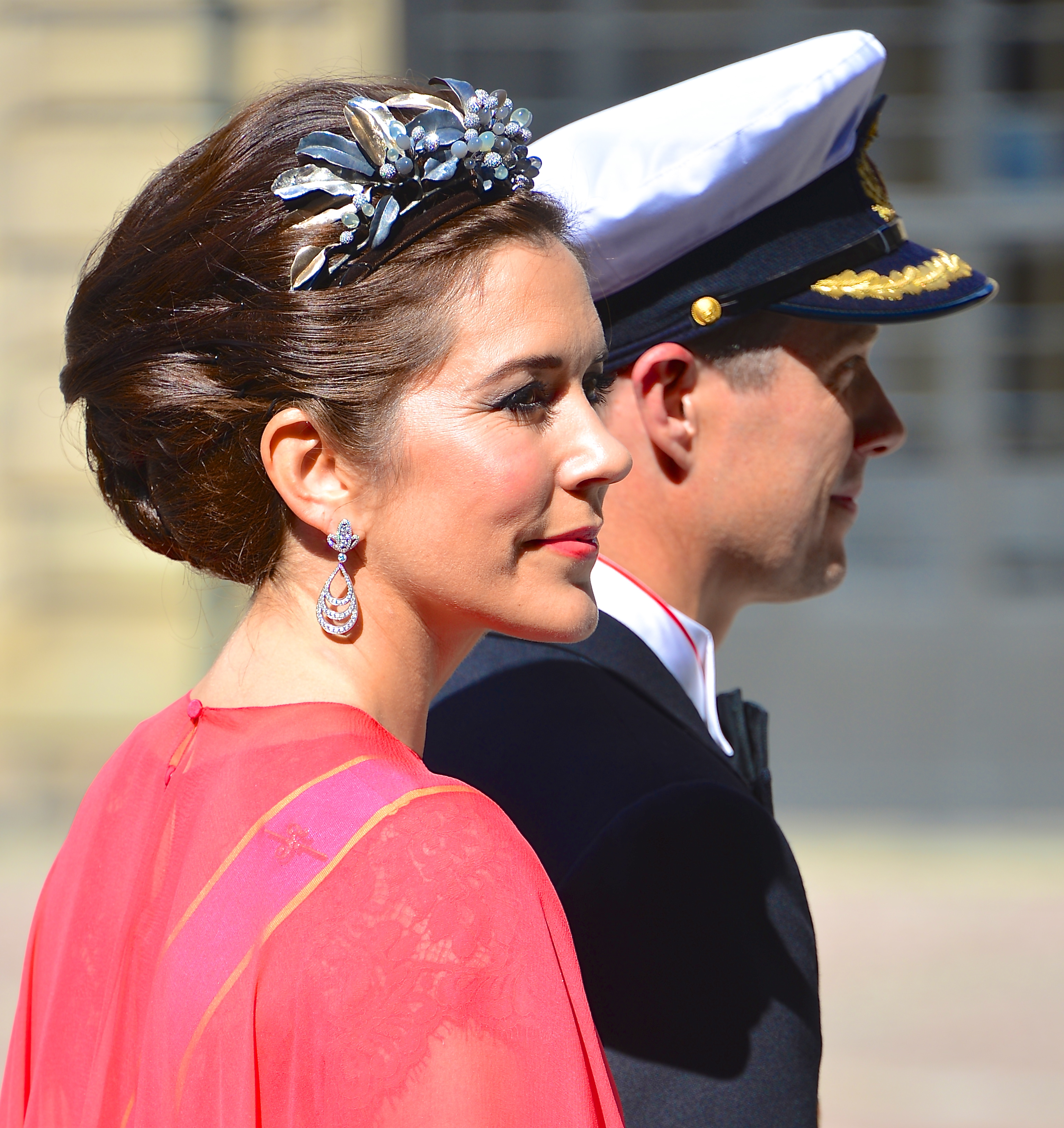
A princesa Mary com a Tiara da Meia-Noite.

- Tiara Tocado Floral Esta tiara foi criada em meados do século XIX e foi um presente do rei Frederico IX que a comprou para a rainha Ingrid no início da década. O projeto consiste em três flexíveis broches florais que se juntam para formar uma coroa de flores. A rainha Margarida recebeu a tiara de sua mãe, no momento da sua segunda visita oficial à Suécia. É composta de três partes que podem ser juntas, o que dá uma grande ênfase a tiara, ou separadamente, para torná-la mais leve. A rainha Margarida II usou estas peças de muitas maneiras diferentes. As três pedras preciosas também pode ser ussadas como um broche e uma cabeça para segurar o cabelo.

- Tiara das Lágrimas Uma peça que foi criada para a grã-duquesa Anastásia de Meclemburgo-Schwerin, nascida na Rússia, (1860-1922) e herdada, posteriormente, por Alexandrina, sua filha maior, quando esta atingiu a sua maioridade. A valiosíssima joia passou a formar parte da colecção real da Dinamarca quando Adini, assim chamada familiarmente a duquesa Alexandrina, se casou o futuro rei Cristiano X da Dinamarca, en 1898. Após a morte da rainha Alexandrina, en 1952, a tiara foi herdada por o seu filho mais velho, Frederico IX e por a sua nora, a princesa Ingrid da Suécia que acabaria por oferecê-la à sua filha primogénita, a princesa Margarida, hoje em dia soberana da Dinamarca.

- Tiara de Esmeraldas Tem 67 esmeraldas e diamantes, 2.650 compondo uma tiara. Tem um colar, brincos e broche. As 26 esmeraldas são de 1723, quando elas foram dadas por o rei Cristiano VI para a rainha Sofia Madalena para dar à luz o futuro Frederico V. O resto das esmeraldas pertenciam à princesa Carlota da Dinamarca, e os diamantes utilizados também já pertenciam à família real. A tiara foi criada por Weisshaupt CM para a rainha Caroline Amalie para comemorar o seu aniversário de casamento com o rei Cristiano VIII em 1840.

- Tiara de Rubis A história desta tiara começa, como muitos outras, na corte de Napoleão Bonaparte. Ao planear a sua coroação como imperador dos franceses, em 1804, ele queria garantir que o evento fosse o mais grandioso possível. Ele foi tão longe para dar dinheiro aos seus marechais para que eles pudessem comprar a suas esposas a quantidade adequada de joias para a ocasião. Um desses homens, Jean-Baptiste Bernadotte, comprou um rubi, uma grinalda e uma tiara de diamantes de acompanhamento para a sua esposa, Desidéria Clary, e ela usou-a naquele dia histórico. Este casal mais tarde se tornaria o rei Carlos XIV João da Suécia e a rainha Desidéria da Suécia, e as joias foram levadas para o novo lar sueco. A tiara veio da Suécia para a Dinamarca quando Luísa da Suécia se casou com o futuro Frederico VIII em 1869. Luísa recebeu a tiara como presente de casamento de sua avó, a rainha Josefina da Suécia porque os rubis e diamantes ecoaram as cores da bandeira dinamarquesa. A rainha Luísa deu a tiara para a noiva Alexandrina como presente de casamento de seu filho o príncipe Cristiano. Quando a rainha Ingrid morreu em 2000 ela deixou a tiara ao neto, o príncipe herdeiro Frederico, garantindo assim que a futura princesa teria um conjunto verdadeiramente grandioso e histórico de joias para usar. A princesa Mary costuma usar muito esta tiara. A tiara hoje inclui um colar enorme, um conjunto de brincos, um broche, uma pulseira e um anel.

- Tiara As Papoilas de Ouro A rainha Margarida II encomendou esta tiara ao artista dinamarquês Arje Griegst em 1976. As próprias flores são feitas de chapas finas marteladas de 21 quilates de ouro. Cada flor tem dentro pérolas barrocas e 4 diamantadas. O projeto é uma tradução literal de uma flor do jardim, incluindo pedras semipreciosas e águas-marinhas sobre as folhas para representar gotas de orvalho e insetos descritos em pérolas, cristais, opalas, pedras semipreciosas e diamantes que rastejam sobre. Diz-se também que há pequenas luzes envolvidas, para iluminar as flores. E também tem brincos e colar incluídos.

- Tiara do Casamento de Mary e Frederico Esta tiara fez a sua estreia real no casamento do príncipe herdeiro Frederico e Mary Donaldson. Foi um presente para a princesa Mary da rainha Margarida II e do príncipe Henrique, e pensa-se que terá sido comprada em um leilão. Em seu formato original, é um tanto pequena, como todos os diamantes. Mary também já voltou a usar esta tiara noutros eventos.

- Tiara da Meia Noite Esta tiara foi desenhada por Charlotte Lynggaard da empresa Lynggaard Ole, um joalheiro da corte real dinamarquesa, e foi feita à mão por ourives. Ela foi criada especialmente para uma exposição no Palácio Real de Amaliemburgo, em 2009, que combinava tiaras antigas com desenhos modernos, incluindo uma seleção de tiaras por empréstimo da família real dinamarquesa. Depois de vê-la na exposição, Mary usou a tiara para as celebrações do 75 aniversário do príncipe Henrique em junho de 2009. Ela também usava brincos combinando com a tiara e um broche (há uma coleção de jóias da meia-noite toda disponível, na verdade). Um acordo foi firmado: Mary não tinha que comprar a tiara e o joalheiro mantinha a propriedade da mesma, mas não ia vendê-la e Mary tinha direitos exclusivos de a usar emprestada. A experimentação de materiais não tradicionais por si só diz que esta não é uma tiara normal. Ela inclui 31 botões florais criados com mais de 1.300 diamantes brilhantes, pequenas pedras semipreciosas e polidas definidas em uma estrutura de folhas e ramos de mão lavrou em 18 quilates rosa e ouro branco com prata oxidada preta. As cores, luz e efeitos de sombreamento replicar, um céu estrelado luar à meia-noite, e, portanto, é devidamente conhecida como a tiara da meia-noite.

- Tiara de diamantes Baden A tiara de diamantes consiste em sete palmas estilizadas em forma de coração, separados por margaridas. A tiara veio para a Dinamarca da Suécia, graças à rainha Ingrid, que herdou de sua avó, a rainha Victoria de Baden. A tiara foi criada em 1900 pela empresa de joalheiros Koch de Frankfurt para a grã-duquesa Luísa de Baden, de origem prussiana. A rainha normalmente acompanha este diadem compôs algumas pendentes originais cinco peças) com um diamante em forma de pêra.[10]

- Tiara Turquesa Esta joia é uma bracelete de treze margaridas formado com pétalas azul-turquesa, que também pode ser usada como uma tiara. Foi criada no final do século XIX, e pertenceu á princesa Margaret, da Suécia. Estas jóias turquesas eram da Rainha Ingride, que por sua vez tinha herdado de sua mãe, a princesa Margarida. Os dois broches de pedras de grandes dimensões pertenciam à imperatriz Catarina a Grande, da Rússia. As outras peças foram presentes de casamento para a princesa Margarida de vários membros da família. Quase todas as peças podem ser usadas em separado ou em conjunto.[11]

- Tiara do Egito A tiara é uma joia da Cartier, de 1904 é feita de diamantes em conjunto platina e pode ser utilizada também como um ornamento de cabelo. A peça foi um presente do egípcio quediva Abaz II para a neta da rainha Vitória de Inglaterra, a princesa Margarida de Connaught que se prometeu maritalmente no Egito com o príncipe Gustavo Adolfo, futuro Gustavo VI Adolfo da Suécia. A rainha Ingrid herdou a tiara da sua mãe e usou-a ao longo da sua vida. Chegou-se a dizer que a princesa Mary Donaldson iria usar esta tiara no dia do seu casamento com o príncipe herdeiro Frederico mas tal não aconteceu.[12]

- Tiara de Pérolas e Diamantes A parure de pérolas e diamantes da cartier é outra das tiaras da família real dinamarquesa. A rainha Margarida II costuma usá-la.

- Tiara de diamantes con forma de flores Esta joia pertencia à princesa Dagmar de Dinamarca (1890-1961), filha do rei Frederico VIII e da rainha Luísa de Dinamarca, nascida princesa da Suécia, que se casou em 1922 com Jorgen Castenskiold. A tiara já foi usada por a rainha Margarida II. E foi usada por a princesa Marie Cavallier no dia do seu casamento com o príncipe Joaquim em maio de 2008.

## Residências reais

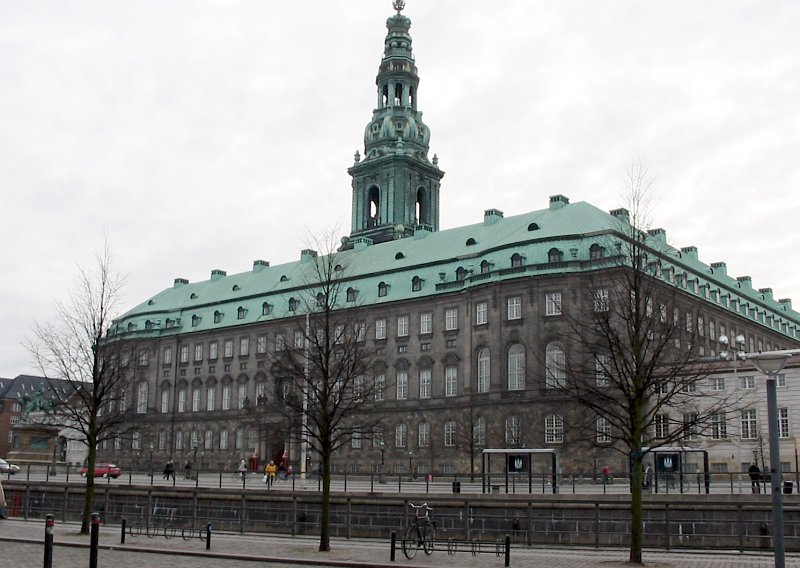
Palácio de Christiansborg
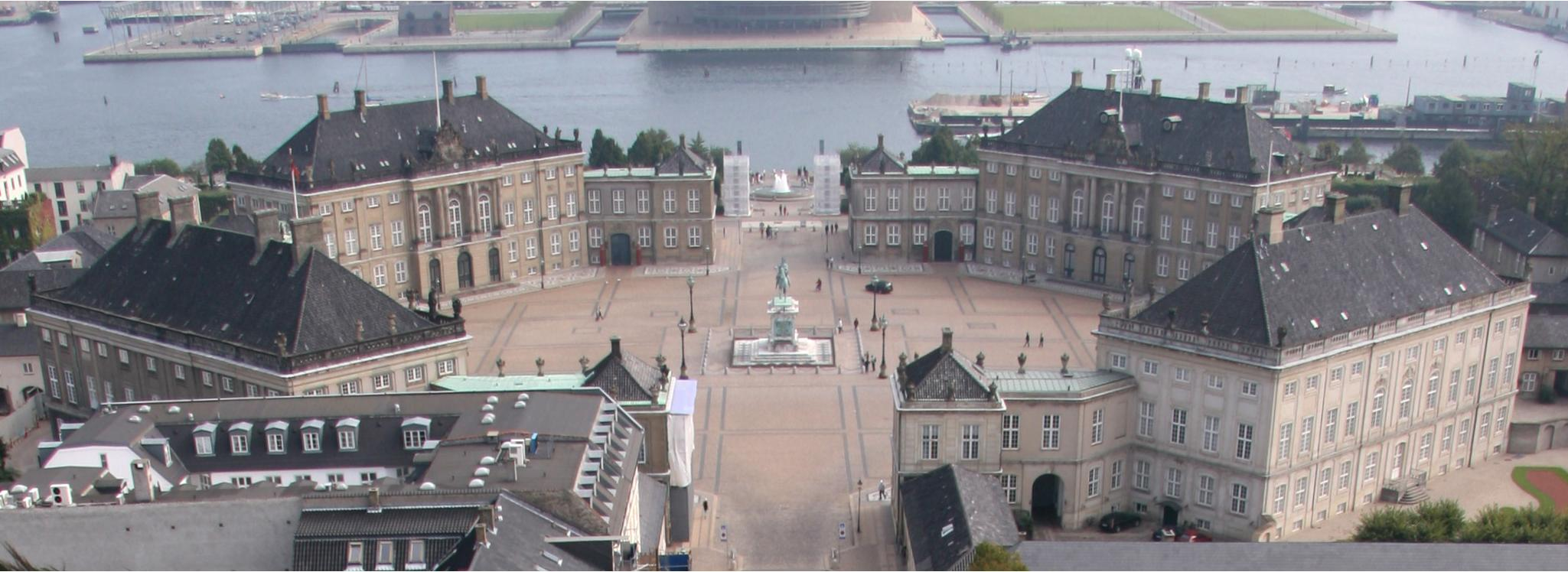
Palácio de Amalienborg
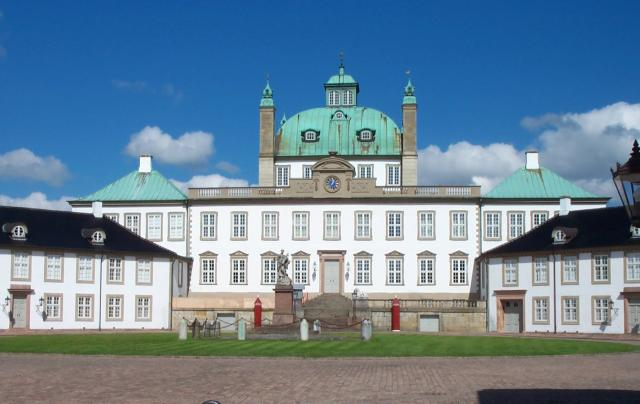
Palácio de Fredensborg
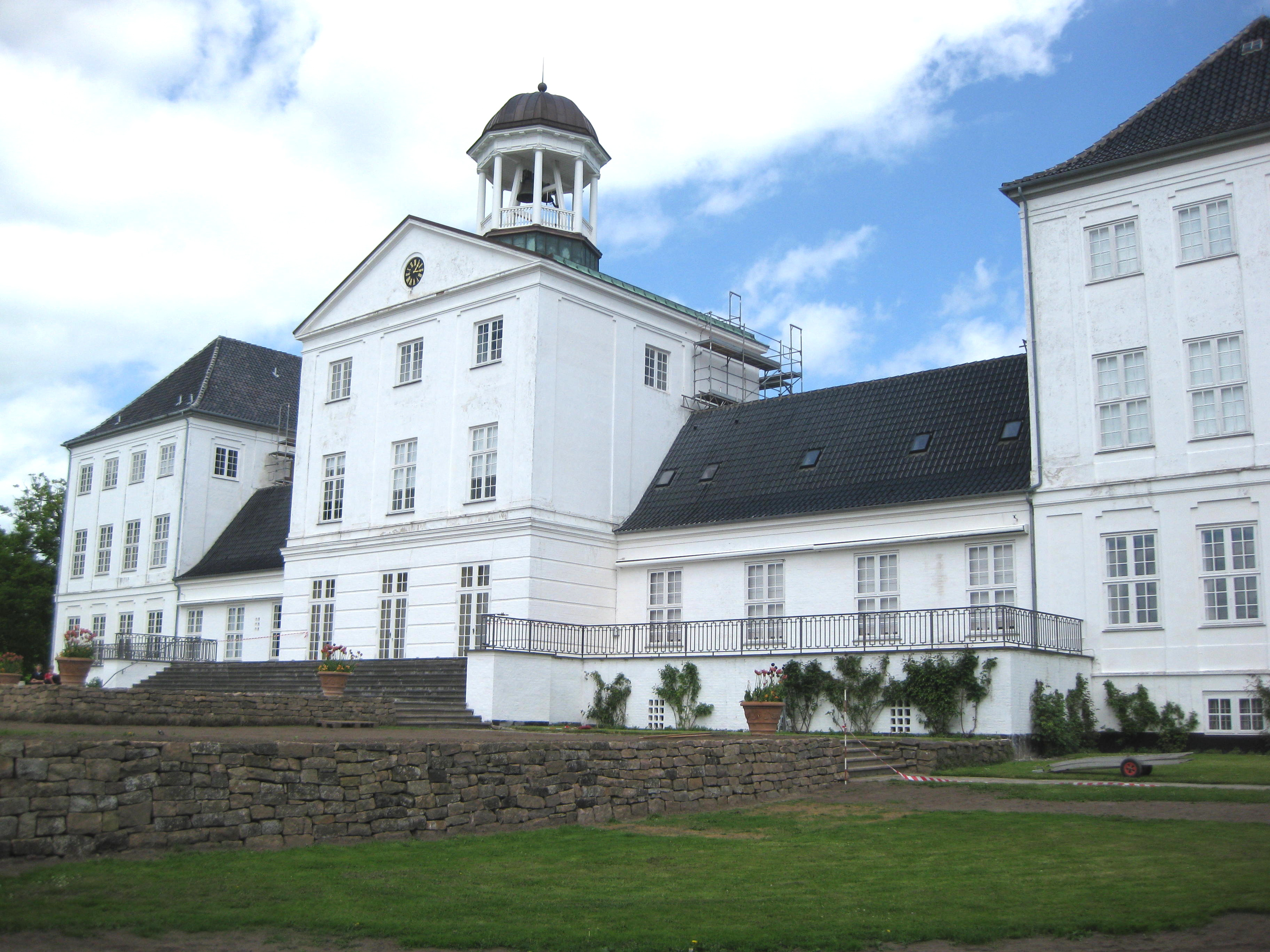
Palácio de Gravenstein
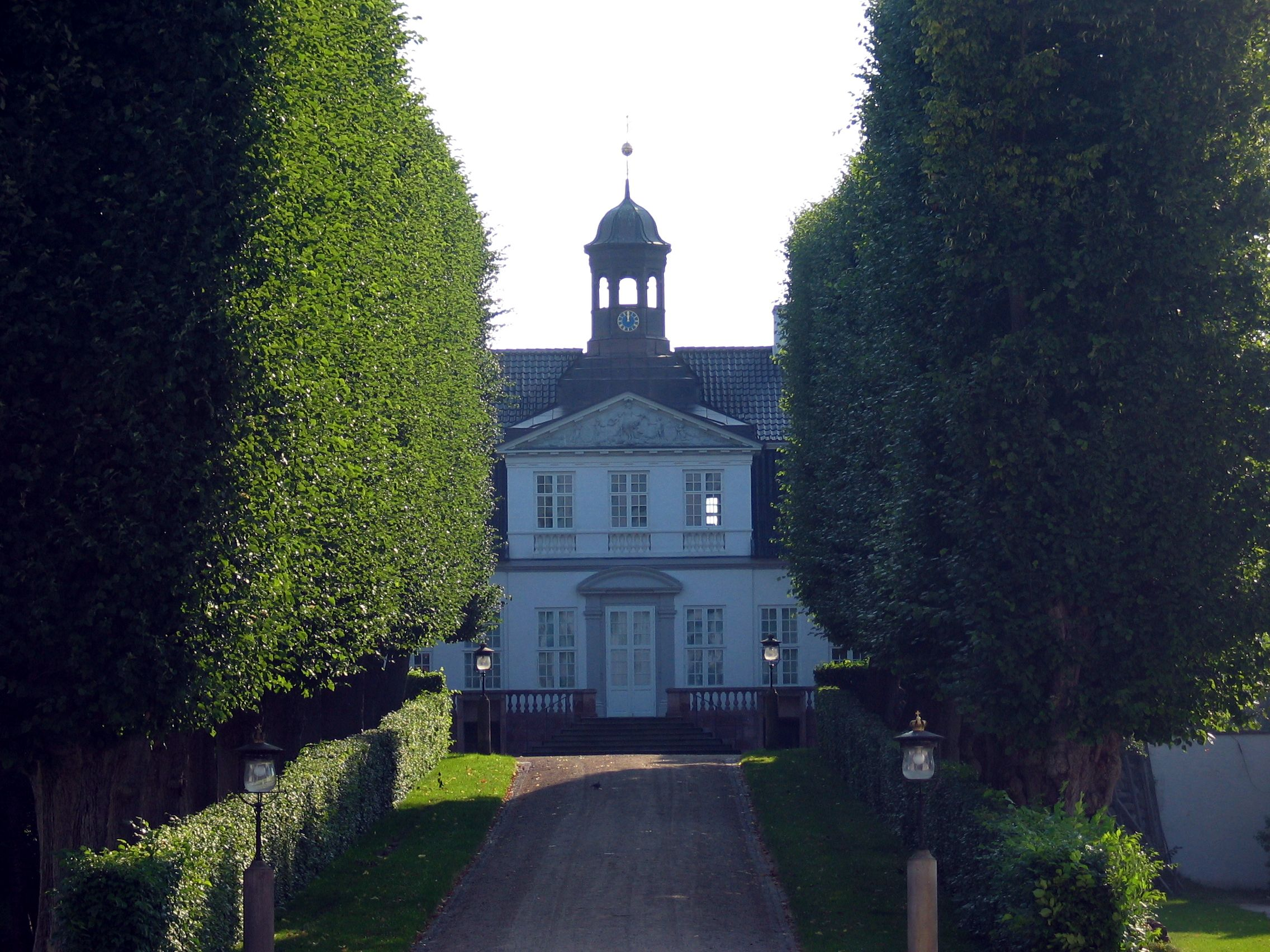
Palácio de Sorgenfri
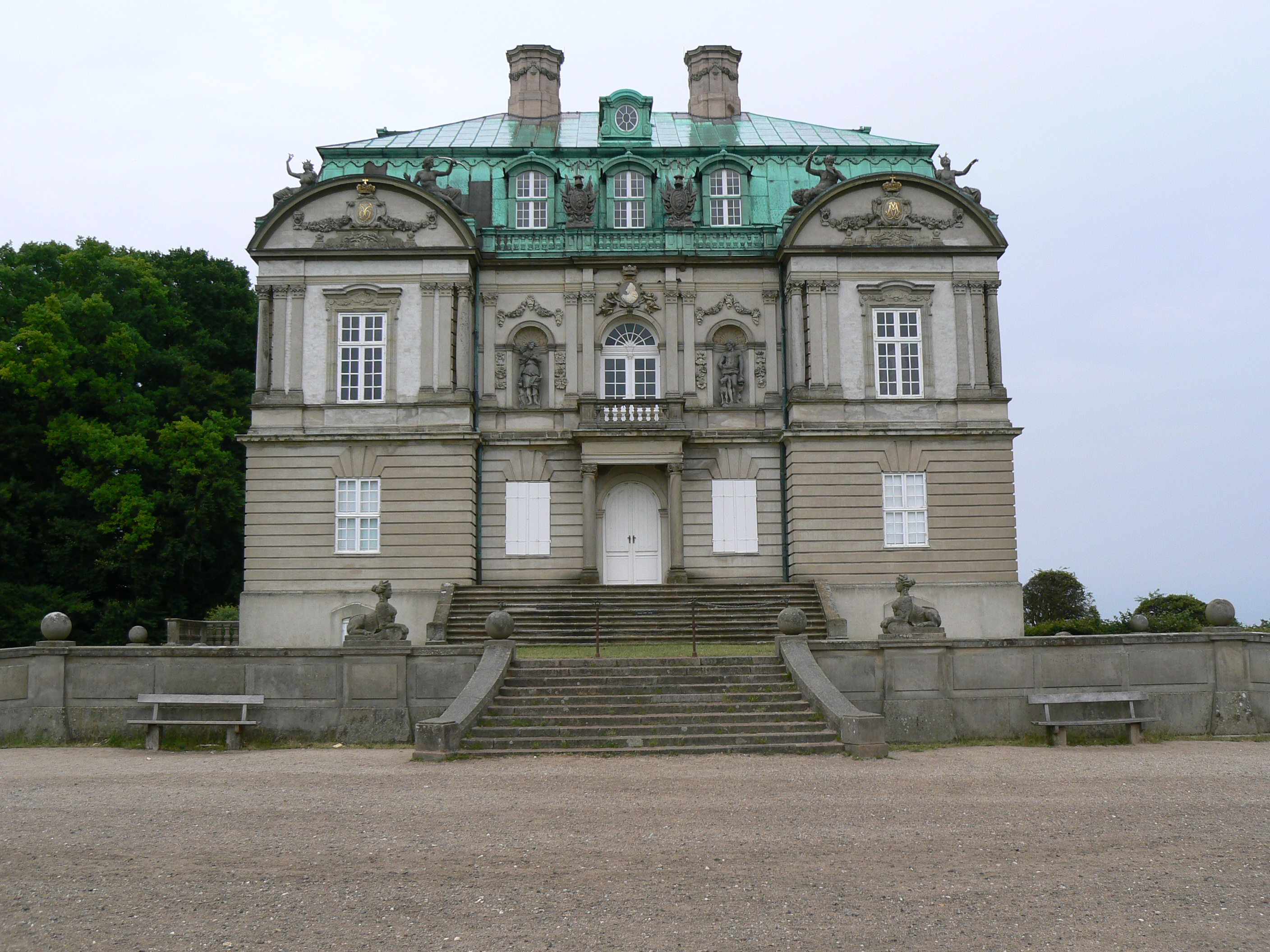
Palácio Eremitage
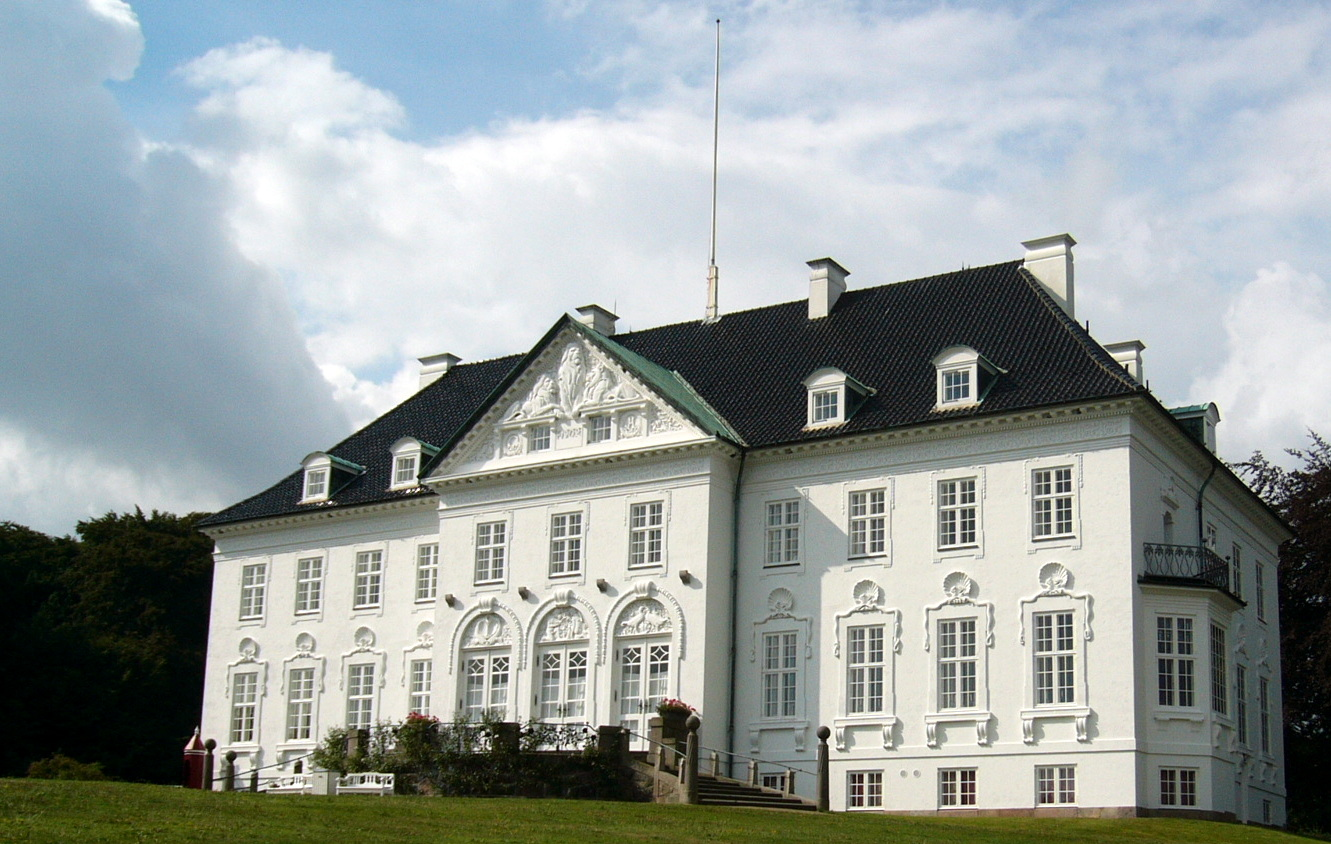
Palácio de Marselisborg
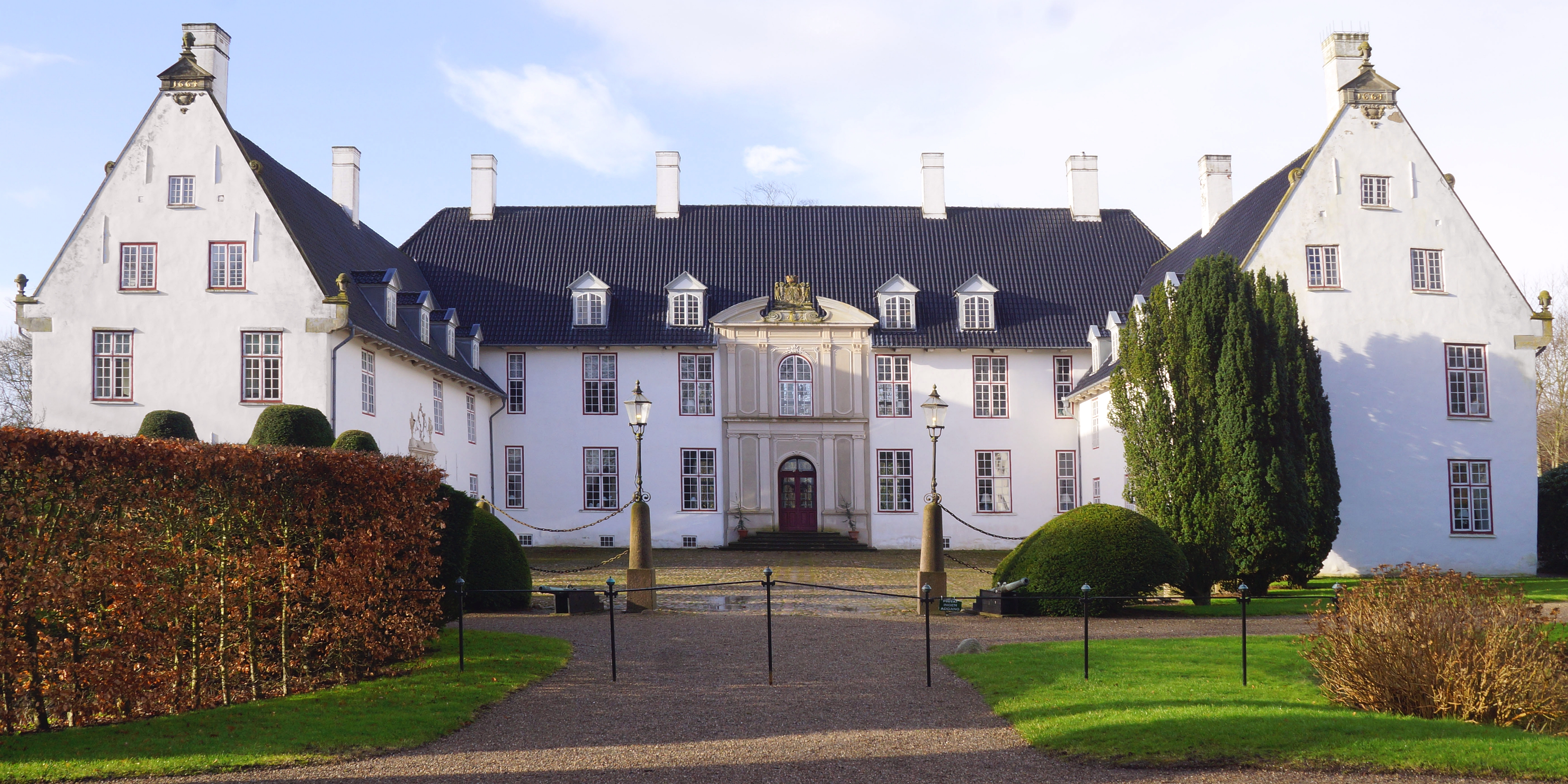
Castelo de Schackenborg (2023)
Dannebrog (iate)

O Palácio de Amalienborg é a residência da família real dinamarquesa em Copenhaga . Foi entre 1750 e 1768, a residência de famílias diferentes da nobreza dinamarquesa. O Palácio de Amalienborg tornou-se a residência real em 1794 , quando um incêndio destruiu o Palácio Real, em Copenhaga.
Já que o Palácio de Amalienborg é considerado pela rainha Margarida II da Dinamarca e da sua família como seu lar, seu verdadeiro lar, a família real dinamarquesa usa o Palácio de Christiansborg para todos os tipos de actos oficiais, as audiências, recepções e banquetes.
O Palácio de Fredensborg é outra das residências mais usadas da família real dinamarquesa.
Outro palácio usado pela ramília real é o Palácio de Sorgenfri. Atualmente o palácio é fechado ao público, sendo aberto somente a família real danesa, mas os jardins são acessíveis a visitantes. Os atuais inquilinos do palácio são os condes de Rosenborg.
O Palácio de Gravenstein é uma residência real de verão localizada em Sønderborg, na Dinamarca.
O Palácio Eremitage tem sido o centro de caça real. Ele está à disposição da rainha Margarida II da Dinamarca e é usada por exemplo para almoços oficiais.
O Palácio de Marselisborg é a residência de verão da rainha Margarida II. Quando a rainha e a sua família ficam no palácio durante o verão, ocorre uma cerimônia de troca de guarda à tarde. O palácio não fica aberto ao público, mas o jardim, em especial o jardim das rosas da rainha, pode ser visitado quando a família real não está em Marselisborg.
O Château de Cayx é uma residência da família real da Dinamarca localizado a 20 km de Cahors, no sudoeste de França. O casal comprou o Château de Cayx em 1974. Os edifícios foram restaurados com grande cuidado e atenção ao detalhe, e o castelo tornou-se o ambiente descontraído para reuniões da família real dinamarquesa inteira e seus parentes franceses. O castelo não está aberto ao público.
O Castelo de Schackenborg é uma residência real do monarca dinamarquês situado em Moegeltoender, sul da Jutlândia.

## Títulos

Brasão de armas real da Dinamarca

Os monarcas da Dinamarca têm uma longa história de títulos nobres e reais. Monarcas dinamarqueses também usado historicamente o "Rei dos Vendos" e “Rei dos Godos".
Após a sua ascensão ao trono em 1972, a rainha Margarida II abandonou todos os títulos, exceto "Rainha da Dinamarca". O monarca da Dinamarca e seu cônjuge são tratadas como "Vossa Majestade", enquanto que príncipes e princesas são referidos como "Sua Alteza Real" (“Hans” ou “Hendes Kongelige Højhed”).
- Érico da Pomerânia: Pela graça de Deus, Rei da Dinamarca, Rei da Suécia e Rei daNoruega, Rei dos Vendos, Rei dos Godos, e Duque da Pomerânia.

- Cristóvão da Baviera: Pela graça de Deus, Rei da Dinamarca, Rei da Suécia e Rei da Noruega, Rei dos Vendos e Rei dosGodos, Conde Palatino do Reno, e Duque da Baviera .

- O título inteiro dos soberanos da Dinamarca a partir de Cristiano Ifoi: Pela graça de Deus, Rei da Dinamarca, Rei da Suécia e Rei da Noruega, Rei dos Vendos e Rei dos Godos, Duque de Eslésvico, Duque de Holsácia, [Duque de Stormarn e Duque de Dithmarschen, Conde de Oldemburgo e Conde de Delmenhorst.

- O título do total dos soberanos da Dinamarca a partir de Frederico I foi: Pela graça de Deus, Rei da Dinamarca e Rei da Noruega, Rei dos Vendos e Rei dos Godos , Duque de Eslésvico, Duque de Holsácia, Duque de Stormarn e Duque de Dithmarschen, Conde de Oldemburgo e Conde de Delmenhorst.

- Oldemburgo foi elevada à categoria de ducado durante o reinado de Cristiano VII, e o estilo foi alterado em conformidade: Pela graça de Deus,Rei da Dinamarca, Suécia e Rei da Noruega, Rei dos Vendos e Rei dos Godos , Duque de Eslésvico, Duque de Holsácia, Duque de Stormarn, Duque de Dithmarschen e Duque de Oldemburgo.[13]Este estilo foi utilizado até seu filho, Frederico VI, perdeu o controle da Noruega pelo Tratado de Kiel de 1814.

- Frederico VI ganhou o título: Pela graça de Deus, Rei da Dinamarca, Rei dos Vendos e Rei dos Godos, Sua Alteza Real o Príncipe da Rúgia,[14] Duque de Eslésvico, Duque de Holsácia, Duque de Stormarn, Duque de Dithmarschen e Duque de Oldemburgo.

- Em [1815, Frederico VI renunciou a Rügen em favor do rei da Reino da Prússia, e ganhou o Ducado de Lauemburgo do rei de Hanôver, ganhando o titulo de: Pela graça de Deus, Rei da Dinamarca, Rei dos Vendos e Rei dos Godos , Duque de Eslésvico, Duque de Holsácia, Duque de Stormarn, Duque de Dithmarschen, Duque de Lauemburgo e Duque de Oldemburgo. Este estilo foi utilizado até 1918, quando a Islândia foi elevada à condição de Estado dependente.

- O título completo de Cristiano X 1918 - 1944: Pela Graça de Deus, Rei da Dinamarca, Rei da Islândia Rei dos Vendos e Rei dos Godos, Duque de Eslésvico, Duque de Holsácia, Duque de Stormarn, Duque de Dithmarschen, Duque de Lauemburgo e Duque de Oldemburgo.

- O título completo de Cristiano X: Pela graça de Deus, Rei da Dinamarca, Rei dos Vendos e Rei dos Godos , Duque de Eslésvico, Duque de Holsácia, Duque de Stormarn, Duque de Dithmarschen, Duque de Lauemburgo e Duque de Oldemburgo. O mesmo estilo foi utilizado por seu filho, Frederico IX, até sua morte em 1972.

- Ao subir ao trono em 1972, a rainha  Margarida II abandonou todos os títulos do monarca tradicional, exceto o título para a Dinamarca, daí o seu estilo "Pela graça de Deus, a rainha da Dinamarca".

## Armas

Brasão de armas da Dinamarca

O brasão de armas da Dinamarca é constituído por três leões azuis coroados acompanhados por nove corações vermelhos, tudo em um escudo de ouro. A mais antiga representação conhecida da insígnia data a partir de um selo usado pelo rei Canuto VI c. 1194. A mais antiga documentação para as cores data de c. 1270.  Historicamente, os leões olhavam para quem via o brasão, e o número de corações não era regulamentada e poderia ser muito maior. Os historiadores acreditam que os corações era originalmente søblade (literalmente: sea-leaves, em inglês), mas que este significado foi perdido durante a Idade Média. Um decreto real de 1972 especifica estas figuras como søblade mas os Dinamarqueses normalmente se referem a elas como corações. A versão atual foi adotada em 1819 durante o reinado do rei Frederico VI, que fixou o número de corações para nove e decretou que os animais heráldicos fossem leões. Uma versão rara existe a partir do reinado do rei Érico da Pomerânia, no qual os três leões conjuntamente seguram uma bandeira dinamarquesa. 

## Groenlândia e Ilhas Faroé

Brasão de armas da Groenlândia

Esses dois estados dependentes possuem lei própria e tem como chefe de Estado o monarca da Dinamarca, em acordo com a constituição dinamarquesa. 